# 232-я гвардейская реактивная артиллерийская бригада
232-я гвардейская реактивная артиллерийская Пражская Краснознамённая, ордена Суворова бригада (232 реабр, в/ч 31643) — тактическое соединение реактивных систем залпового огня (РСЗО) Сухопутных войск Российской Федерации. Пункты постоянной дислокации — г. Чебаркуль Челябинской области и п. Плановый Курганской области.
Соединение находится в составе Центрального военного округа.

## История
Ведёт свою историю от 104-й гаубичной артиллерийской бригады большой мощности. Формирование начало своё существование в конце апреля 1943 года. Входило в состав Действующей армии с апреля 1943 года по 13 апреля 1944 года, с 14 июня 1944 года по 09 мая 1945 года 104-я бригада входила в состав 12-й артиллерийской дивизии прорыва РГК.. Юбилеи соединения отмечаются 1 мая. На вооружении бригады в годы ВОВ стояли 203-мм гаубицы Б-4.
За 2 года боевой деятельности бригада участвовала в 14 наступательных операциях в составе Центрального и 1-го Белорусского фронтов. В том числе в Курской битве, форсировании Днепра, Белорусской стратегической наступательной, Берлинской стратегической наступательной операциях.
Почётное наименование «Пражская» присвоено соединению за взятие предместья Варшавы — Праги в ходе Люблин-Брестской операции на завершающем этапе Белорусской стратегической наступательной операции.
Соединение дало 14 Героев Советского Союза, 1160 награждённых орденами и медалями артиллеристов за годы войны.
В декабре 1974 104-я габр БМ переформирована в 12-ю артиллерийскую дивизию в МВО. И в 1982 переведена в Забайкальский военный округ с пунктом постоянной дислокации в Чистых Ключах.
В 2018 году в третий раз издана книга «Убойный калибр» о боевом пути бригады к 75-й годовщине создания соединения. Книга писалась коллективом авторов из офицеров и ветеранов под руководством командира 232-й бригады Олега Серкеза. Книга содержит дополненную информацию о 75 годах службы, уникальные архивные документы и фотографии, качественную полиграфию.
18 декабря 2018 года в Доме офицеров в Екатеринбурге, в рамках открытия Военного совета руководящего состава Центрального военного округа (ЦВО), состоялась церемония вручения специального приза «За развитие военно-шефской деятельности». В ходе церемонии, за заслуги в сохранении и развитии лучших традиций патриотизма, шефами были вручены именные серебряные знаки Фонда патриотического воспитания и военно-шефской деятельности. Герой России Сергей Зяблов вручил знак командиру 232-й реактивной артиллерийской бригады полковнику Олегу Серкезу.
В 2022 году бригада принимает участие во вторжении на Украину. В ходе боевых действий погиб начальник тыла бригады подполковник О. Ткачёв.

## Состав

### Конец 1980-х гг.
12-я артиллерийская Пражская Краснознамённая, ордена Суворова дивизия (Чистые Ключи):
- 232-я реактивная артиллерийская бригада (Чистые Ключи)
- гаубичный артиллерийский полк (Чистые Ключи)
- 691-й противотанковый артиллерийский полк (Чистые Ключи)
- 382-я пушечная артиллерийская бригада (Дивизионная)
- противотанковый артиллерийский полк (Дивизионная)
- 81-й разведывательный артиллерийский полк (Дивизионная)

## Награды
- «Гвардейская» — почётное наименование присвоено Указом Президента Российской Федерации за «массовый героизм, отвагу и стойкость в боевых действиях по защите Отечества в условиях вооружённых конфликтов».[13]
- «Пражская» — присвоено Приказом № 0350 от 31.10.44 года за освобождение варшавского предместья Праги в ходе Люблин-Брестской операции[4][14];
- Орден Красного Знамени — награждена Указом Президиума Верховного Совета СССР от 19.02.1945 г. за участие в 1945 г. в прорыве обороны противника на плацдарме р. Висла в ходе Висло-Одерской стратегической наступательной операции[4][14];
- Орден Суворова — награждена Указом Президиума Верховного Совета СССР от 20.05.1945 г. за уничтожение немецких войск юго-восточнее Берлина в ходе Берлинской стратегической наступательной операции[4][14].

## Галерея
- 232-я реактивная артиллерийская бригада во время учения в августе 2017 года под Челябинском.